# Jedi
Cet article possède un paronyme, voir Jeudi.
Ordre religieux apparaissant dans
Star Wars.
v. 25 025 av. BY – 
Histoire et évènements
Grand Maître
L’ordre Jedi ([ˈdʒɛˌdaɪ]) est une organisation de fiction  apparaissant dans la saga cinématographique Star Wars imaginée par George Lucas. Guerriers-philosophes œuvrant pour le maintien de la paix et de la justice dans la Galaxie, ils sont dotés de pouvoirs surnaturels que leur confère leur sensibilité à la Force et reconnaissables à leurs sabres lasers. Ils sont les ennemis jurés des Sith.
Au delà de la fiction cependant, de véritables ordres Jedi plus ou moins organisés existent, leur doctrine absolument sérieuse est basée sur les philosophies antiques et contemporaines et ils reprennent parfois la structure, les codes moral et vestimentaire des Jedi imaginés par George Lucas. Ces ordres sont regroupés sous l'étiquette plus large du Jediisme.

## Univers
L'univers de Star Wars se déroule dans une galaxie qui est le théâtre d'affrontements entre les Chevaliers Jedi et les Seigneurs noirs des Sith, personnes sensibles à la Force, un champ énergétique mystérieux leur procurant des pouvoirs psychiques. Les Jedi maîtrisent le Côté lumineux de la Force, pouvoir bénéfique et défensif, pour maintenir la paix dans la galaxie. Les Sith utilisent le Côté obscur, pouvoir nuisible et destructeur, pour leurs usages personnels et pour dominer la galaxie.

## Histoire

### Univers commun

#### Guerre des clones
En 32 av. BY, alors qu'ils forment une organisation centralisée indispensable à la République, les Jedi découvrent la réapparition de seigneurs Sith grâce à Qui-Gon Jinn qui combat Dark Maul avant de s'enfuir de Tatooine.
Plus tard, les Sith dirigent un mouvement séparatiste au sein de la République. La guerre qui s'ensuit conduit les Jedi à prendre une part plus active au sein de la République, en agissant comme guerriers pour le compte du Sénat. La guerre des clones se termine pourtant par la fin de l'ordre Jedi et la création d'un Empire galactique par le seigneur Sith Dark Sidious.
Seuls quelques Jedi en réchappent, parmi lesquels les maîtres Obi-Wan Kenobi et Yoda.

#### Guerre civile galactique
Les deux maîtres Jedi restants, Yoda et Obi-Wan Kenobi, mettent leurs espoirs dans les deux nouveau-nés d'Anakin Skywalker, Luke et Leia, pour vaincre l'Empire et restaurer l'Ordre. La bataille de Yavin, quelque vingt années plus tard, semble leur donner finalement raison : si les dispositions supposées de Leia pour la Force ne semblent être pour rien dans sa position au sein de la rébellion contre l'Empire, Luke, au contraire, commence à la maîtriser.
Progressivement, avec l'aide de Yoda, celui-ci apprend à utiliser son pouvoir et devient Chevalier Jedi, malgré un temps de formation extrêmement court dû aux circonstances exceptionnelles.

### Univers officiel

#### Fondation
L'Ordre est fondé vers 25 025 av. BY sur la planète Ahch-To où le premier temple Jedi est construit. Le professeur Huyang, un droïde Jedi, est mis en marche quelques années plus tard. Il assiste la formation des jeunes novices et leur apprend à fabriquer leurs sabres lasers.
Vers 20 000 av. BY, une cellule dissidente se forme, l'Ordu Aspectu. Les Jedi contraignent ses membres à se retrancher dans leur forteresse sur Garn jusqu'à l'abandon. Vers la même période, le rapprochement de certains mondes comme Coruscant, Alderaan et Corellia, mène à la création de l'Ancienne République dont les Jedi sont les gardiens.

#### Anciens conflits
Vers 5 000 av. BY, un groupe d'adorateurs du côté obscur est exclu de l'ordre Jedi. Ses membres deviennent les Sith, leurs ennemis jurés. 4 000 ans plus tard, un utilisateur de la Force est formée par la seigneure noire des Sith Lady Shaa. Nommé Dark Momin, il conçoit une arme capable de détruire des villes entières. À la même période, un Mandalorien du nom de Tarre Vizsla devient Jedi. La guerre contre les Sith s'achève en 1 032 av. BY. Ils sont alors présumés éteints. Tout est fait pour qu'ils soient oubliés, une loi du Sénat galactique interdit notamment aux droïdes de traduire leurs runes. C'est aussi cette même année qu'est construit le temple Jedi de Coruscant sur un ancien tombeau Sith.

#### Haute République
Il s'agit d'une période durant laquelle la République galactique prospère et l'ordre Jedi est en âge d'or.

#### Refondation de l'Ordre
Au lendemain de la chute de l'Empire galactique et après les morts consécutives d'Obi-Wan, Yoda et Anakin, Luke se trouve être le dernier des Jedi (Caleb Dume est mort durant la guerre et son apprenti, Ezra Bridger, est porté disparu). Luke décide de créer un nouvel Ordre, au sein duquel il admet plusieurs élèves, parmi lesquels son neveu, Ben Solo, qui devient rapidement son élève le plus prometteur. Mais Ben, perverti par un individu à la puissante maîtrise du côté obscur, Snoke, assassine les autres apprentis de son oncle et brûle l'académie Jedi, avant de prendre le nom de Kylo Ren.

#### Exil de Luke Skywalker et héritage
Luke Skywalker part en exil sur Ahch-To pendant au moins six ans et se forme à la Force jusqu'à l'arrivée de Rey, une jeune fille originaire de Jakku qui y est sensible. Ayant songé à mettre un terme définitif à l'Ordre Jedi, Luke se ravise grâce à l'apparition du fantôme de Yoda et meurt après avoir affronté Kylo, en 34 après B.Y. Malgré son absence quasi-totale de formation dans un premier temps, puis avec l'aide de Leia, Rey devient la dernière tenante de l'héritage des Jedi, et avec l'aide de tous ses devanciers, finit par vaincre son grand-père, l'empereur Palpatine, mettant ainsi fin au Premier Ordre. La dernière scène du neuvième épisode de la saga Star Wars, la montre sur Tatooine, enterrant les sabres lasers de Luke et de Leia, brandissant celui à lame jaune qu'elle s'est fabriqué et choisissant le nom de Rey Skywalker.

### Univers Légendes
À la suite du rachat de la société Lucasfilm par The Walt Disney Company, tous les éléments racontés dans les produits dérivés datant d'avant le 26 avril 2014 ont été déclarés comme étant en dehors du canon et ont été regroupés sous l’appellation « Star Wars Légendes ».

#### Origines
Avant la fondation de l'ordre Jedi, les adeptes du côté lumineux, les Ashla, et ceux du côté obscur, les Bogan, se battent déjà sur Tython durant ce que l'on appelle les Guerres de la Force. Les sabres lasers n'existant pas encore, ils utilisent des épées améliorées grâce à la Force. Vers 25 000 av. BY, les Ashla finissent par fonder l'ordre Jedi, puis quittent Tython pour Ossus,.
Vers 24 500 av. BY, un Jedi du nom de Wendor fonde la Légion de Lettow composée d'adeptes du côté obscur. Cet évènement est l'élément déclencheur du premier Grand Schisme. Des batailles ont lieu sur Ossus, Coruscant, Brentaal, Chendrila, Metellos.

#### Grande guerre de l'hyperespace
La Grande Guerre de l'hyperespace est un conflit opposant la République à un empire lié au côté obscur, il s'est déroulé vers 5 000 av. BY. Il a été provoqué par deux explorateurs qui ont atterri sur Moraband (aussi connu sous le nom de Korriban), un monde contrôlé par les Sith. À la suite de leur venue, le seigneur noir Naga Sadow décide d'envahir l'espace contrôlé par la République.
En tant que protecteurs de la République, les Jedi participent à cette guerre. Ils ont notamment combattu les troupes Sith au sénat sur Coruscant. En découvrant que leur ennemi grossissait ses troupes à l'aide de fantômes créés avec la Force, ils ont permis aux forces républicaines de vaincre les Sith. Poursuivi par la flotte de la République, Naga Sadow est contraint de se réfugier sur Yavin 4 avec ses guerriers Massassi,.
La victoire de la République oblige les Sith à s'exiler : beaucoup s'en vont dans les régions inexplorées de la Galaxie pour former le nouvel Empire Sith.

#### Guerre des Sith
Cette guerre est provoquée par deux anciens Jedi, Ulic Qel-Droma et Exar Kun, qui se sont laissés tenter par le côté obscur. Le premier s'est laissé influencer par la sépulture de Freedon Nadd se situant sur Dxun, alors qu'il est sur Ondéron en 4 000 av. BY. Le second rejette les enseignements Jedi, et part en apprendre plus sur les Sith, il visite notamment Dxun, Moraband, et Yavin 4.
En 3 996 av. BY, devenus des seigneurs Sith, ils s'unissent, et scellent une alliance avec les mandaloriens pour conquérir la République. Ils créent aussi les terentateks, des créatures qui se nourrissent de la Force pour anéantir les Jedi, elles ont notamment détruit les avant-postes de ces derniers sur Tython, Kashyyyk, et Tatooine.
Finalement, Exar Kun est tué lors d'un bombardement de Yavin 4 par la flotte de la République, et Ulic Qel-Droma voit son lien avec la Force coupé par les Jedi, il s'exile sur Rhen Var.

#### Guerres mandaloriennes, guerre civile Jedi, et guerre civile Sith
Il s'agit de trois guerres qui se suivent chronologiquement, et qui ont toutes de près, comme de loin, un lien avec Revan.
Les guerres mandaloriennes débutent en 3 976 av. BY, soit vingt ans après la fin de la Guerre des Sith. Refusant de s'avouer vaincus, les mandaloriens décident de conquérir la Galaxie, avec à leur tête Mandalore l'Ultime, leur chef. La République est aux abois, et le conseil des Jedi refuse d'intervenir. Deux Jedi, Revan et Malak, décident contre l'avis du Conseil, de participer à la guerre, et de venir en aide à la République. Pratiquement tous les mondes conquis par les mandaloriens sont alors libérés. D'autres Jedi, comme Meetra Surik, rejoignent Revan et Malak. Lors de la bataille de Malachor V en 3 960 av. BY, Revan parvient à piéger son adversaire, il tue Mandalore l'Ultime lors d'un combat singulier, et utilise la super-arme de la République, le générateur d'ombre-masse, qui anéantit les flottes mandaloriennes et républicaines,,.
Le seul Jedi qui revient au temple Jedi après ce conflit, est Meetra Surik. Le Conseil décide de l’exiler, elle coupe elle-même son lien avec la Force. Depuis elle est surnommée l'Exilée. Les autres Jedi suivent sans réfléchir Revan qui se laisse pervertir par le côté obscur,,.
En 3 959 av. BY, Revan et Malak reviennent des Régions inconnues plus puissants que jamais, et se lancent à la conquête de la République, c'est le début de la Guerre Civile Jedi. Devenus des seigneurs Sith, ils sont à la tête d'une armée constituée d'anciens soldats de la République qui ont préféré les suivre. En à peine deux ans, ils parviennent à conquérir un tiers de la Galaxie. Mais en 3 956 av. BY, un petit groupe de Jedi parvient à s'introduire à bord du vaisseau de Revan, et à le faire prisonnier. Afin de prendre le pouvoir, Malak tire sur le vaisseau de son ancien maître, le pensant mort, il se retrouve à la tête de l'armée Sith. Cependant, Revan est maintenu en vie par Bastila Shan, et le conseil Jedi décide de lui effacer la mémoire, cela afin de savoir ce qu'il avait bien pu trouver dans les Régions inconnues qui ait pu le rendre si puissant. Désormais du côté des Jedi, Revan part à la recherche des cartes stellaires sur Dantooine, Tatooine, Kashyyyk, Manaan, et Korriban. Celles-ci le mènent jusqu'à Rakata Prime, ancienne capitale de l'antique Empire infini rakata qui s'est effondré en 25 200 av. BY. Lui et ses compagnons y trouvent la Forge stellaire, une gigantesque station spatiale capable de fabriquer des vaisseaux et des droïdes de combat à la chaîne. Avec l'aide de la flotte de la République, il parvient à détruire la Forge stellaire, et à tuer Malak.
Bien que victorieuse, la République sort ruinée de la Guerre Civile Jedi. Revan quitte ses compagnons pour les Régions inconnues, une grande menace pour la République s'y trouverait. Et les Sith sont désormais sans chef.

## Structure

### Conseil Jedi
Les Jedi ont fini par former une entité politique centrale appelée conseil Jedi. Celui-ci constitue l'instance suprême qui dirige l'Ordre, et est lié à l'organisation politique de la République à travers l'action des Jedi dans des missions consulaires ou militaires. Le conseil Jedi ne peut avoir que douze membres à la fois. Ses membres ont pour tâche de diriger et guider l’ordre Jedi dans la République.
Parmi d'autres tâches, les Jedi sont responsables de l'application de la loi et le maintien de la paix dans la République. À l'époque de la guerre des clones, ils sont intégrés dans la hiérarchie militaire, en tant que généraux, soldats d'élite ou conseillers. À cette fin, ils utilisent non seulement la Force mais aussi leur sabre laser.
En tant que gardien de la République, les Jedi ont juré fidélité aux principes sur lesquels reposent la République et non au régime lui-même. C'est à ce titre que Mace Windu tente d'arrêter par précaution le chancelier Palpatine, pourtant chef démocratiquement élu de la République, et tente même de l'exécuter sans procès, faute de pouvoir compter sur l'impartialité d'institutions qu'il s'est accaparées.

### Rangs
Les trois rangs Jedi sont ceux de :
- Maître : un chevalier Jedi qui a réussi à instruire avec succès un padawan, et à en faire un chevalier. On peut aussi devenir Maître en réalisant des actions exceptionnelles, ou par auto-proclamation (dans ce dernier cas, le maître n'est pas reconnu comme tel par le conseil Jedi).
- Chevalier : un padawan peut devenir chevalier une fois qu'il a réussi les « épreuves ». C'est le rang minimum pour la qualification de Jedi : quand on parle de Jedi sans préciser son rang, on fait généralement référence à un chevalier.
- Padawan : un apprenti qui reçoit un entraînement intensif sous la direction d'un chevalier ou maître Jedi. Ce n'est qu'après une période longue de 2 à 10 années que le padawan est autorisé par le conseil Jedi à passer les épreuves de chevalerie au terme desquelles il accédera lui-même au rang de chevalier Jedi. Une règle du Code Jedi dispose qu'un maître ne peut avoir qu'un seul padawan en même temps sous sa responsabilité, qu'il choisit parmi les novices, une fois qu'ils ont acquis les bases de l'utilisation de la Force et du maniement du sabre laser, et ce, afin d'assurer au mieux sa formation Jedi.

## Localisations

### Coruscant
Sur Coruscant se trouve le principal temple Jedi, visible dans les films de la prélogie et de la trilogie originale. De l'extérieur, le temple Jedi apparaît comme une ziggourat en hauteur, avec cinq tours construites sur le toit, une grande tour encadrée par quatre plus petites. Il sert à la fois de monastère, et d'école. Jusqu'à l’exécution de l'ordre 66, c'est le centre de commandement de toutes les activités Jedi dans la Galaxie. Après la grande purge Jedi (épisode III), l'empereur Palpatine en fait un palais impérial, et la salle du Conseil devient sa résidence personnelle.
Avant la chute de la République, le temple est protégé par les « gardiens du temple Jedi », des chevaliers Jedi anonymes, dont le visage est caché par un masque. L'un de leurs principales attributs est leur double sabre laser jaune.

### Ahch-To
L'ordre Jedi a été fondé au moins mille ans avant l'épisode VIII sur la planète Ahch-To. On y trouve le premier temple Jedi, dans lequel Luke Skywalker vient se réfugier et se cacher après avoir échoué à refonder l'Ordre à la suite de la chute de l'Empire,.
L'île sacrée sur laquelle se trouve le temple est habitée par les caretakers, des femelles Lanai. Elles ont pour mission de maintenir le temple dans un état correct, et de prendre soin des voyageurs à la recherche de la vérité.
Le temple comporte une bibliothèque se situant dans le tronc d'un arbre. S'y trouvent les textes fondateurs de l'ordre Jedi. Ceux-ci sont emportés par Rey peu de temps avant que Yoda ne détruise la bibliothèque.

### Ilum
La planète glacée Ilum est l'un des mondes les plus sacrés pour les Jedi : s'y trouve un temple remontant aux origines de l'Ordre. La planète est pleine de grottes remplies de cristaux Kyber, celui utilisé dans la fabrication des sabres lasers. Sur Ilum, les Jedi pratiquent le rite de passage qui consiste à pousser les jeunes à suivre leur instinct pour qu'ils trouvent le cristal qui leur est propre.

### Lothal
Dans la série télévisée d'animation Star Wars Rebels, un ancien temple Jedi est visible sur la planète Lothal. Celui-ci est caché sur la surface de la planète. Il est redécouvert par le padawan Ezra Bridger qui l'utilise pour communiquer avec le maître Jedi Yoda.
Il s'y trouve un portail qui est une porte entre l'espace et le temps (le Monde entre les Mondes), dans lequel a été prisonnière l'ancienne Jedi Ahsoka Tano. Ezra se rend à l'intérieur du temple et la libère, mais doit faire face à Dark Sidious qui tente de pénétrer dans cette dimension, en vain. Les deux Jedi parviennent à s'échapper avant que le temple ne soit détruit.

### Jedha
Avant que sa surface ne soit détruite par l'Étoile de la mort, on extrayait sur Jedha une grande quantité de cristaux Kyber. Ce monde était donc très important pour les Jedi qui utilisaient ces cristaux dans la fabrication de leurs sabres lasers,.

## Concept et création

### Étymologie
L'origine du mot « Jedi » n'est pas connue, il pourrait provenir du japonais « 時代劇 » (Jidai-geki), nom d'un genre théâtral, cinématographique et télévisuel japonais consacré à l'histoire médiévale du Japon. Il pourrait aussi être inspiré des mots « Jed » et « Jeddak », signifiant respectivement « roi » et « empereur » dans les romans Cycle de Mars, qui ont inspiré l'univers de Star Wars.

## Impacts culturels et critiques

### Analyse
L'ordre Jedi conçu par George Lucas puise l'essentiel de son inspiration dans l'Orient. C'est tout d'abord l'orient spirituel, en ce qui concerne la philosophie jedi : l'enseignement de Yoda s'apparente en partie au bouddhisme, au vedānta indien et au taoïsme chinois (mais aussi à certains présocratiques grecs et même grandement au stoïcisme).
L'inspiration orientale est également présente dans l'esthétique des jedis, librement inspirés des samouraïs japonais (Lucas était fan du cinéma d'Akira Kurosawa), d'où proviennent les combats au sabre, l'éthique jedi et l'armure de Dark Vador.
En cela, les jedis développent un univers à contre-courant de l'ambiance de science-fiction qui englobe le récit-cadre, mais aussi de l'univers d'autres personnages comme Han Solo, qui s'inspire plutôt du western.

### Postérité
En dehors de la fiction, l'engouement mondial pour Star Wars et son univers ont donné naissance à de véritables ordres Jedi plus ou moins organisés, leur doctrine absolument sérieuse est basée sur les philosophies antiques et contemporaines et ils reprennent la structure, les codes moral et vestimentaire des Jedi imaginés par George Lucas. Ces ordres sont regroupés sous l'étiquette plus large du Jediisme,,,,.